# BR24 Rundschau
BR24 Rundschau là chương trình tin tức được sản xuất và phát sóng trên BR Fernsehen. Bắt đầu phát sóng vào ngày 1 tháng 10 năm 1979. Ban đầu được dự định là một chương trình hướng tới khu vực, sau đó bao gồm các báo cáo toàn nước Đức, cũng thu hút người xem ở các bang khác. Rundschau báo cáo cập nhật từ Bavaria, Đức và thế giới.